# دان اليكس
دان اليكس (بالرومانية: Dan Alexa)‏ (28 أكتوبر 1979 بكارانسيبيش في رومانيا - ) هو مدرب كرة قدم ولاعب كرة قدم روماني في مركز الوسط. شارك مع منتخب رومانيا تحت 21 سنة لكرة القدم ومنتخب رومانيا لكرة القدم. أما مع النوادي، فقد لعب مع أنورثوسيس فاماغوستا وبولتيهنيكا تيميسوارا ودينامو بوخارست ورابيد بوخارست ونادي بكين سينوبو غوان ويونيفرسيتاتيا كرايوفا وCSP UM Timișoara ‏ وAFC Rocar București ‏ وبولي تيميشوارا ‏.

## روابط خارجية
- دان اليكس على موقع قاعدة بيانات كرة القدم.إي يو (الإنجليزية)
- دان اليكس على موقع ناشيونال فوتبول تيمز (الإنجليزية)
- دان اليكس على موقع Soccerway.com (الإنجليزية)
- دان اليكس على موقع عالم كرة القدم.نت (الإنجليزية)